# مستريحة جفتلك
مستريحة جفتلك قرية سوريّة  تتبع إداريّاً لمحافظة حلب منطقة منبج ناحية أبو كهف، بلغ تعداد سكانها 557 نسمة حسب التعداد السكاني لعام 2004.